# Charíklia Pantazí
Pour les articles homonymes, voir Pantazi.
Charíklia « Klélia » Pantazí (en grec moderne : Χαρίκλεια «Κλέλια» Πανταζή, née le 18 mars 1985 à Athènes) est une gymnaste rythmique grecque.

## Biographie
Charíklia Pantazí remporte aux Jeux olympiques d'été de 2000 à Sydney la médaille de bronze par équipe avec Iríni Aïndilí, Evangelía Christodoúlou, María Georgátou, Zacharoúla Karyámi et Ánna Pollátou.

## Palmarès

### Jeux olympiques
- Sydney 2000
  -  médaille de bronze par équipe.

### Championnats du monde
- La Nouvelle-Orléans 2002
  -  médaille de bronze par équipe.

### Championnats d'Europe
- Genève 2001
  -  médaille d'argent par équipe.